# Heavenly (musikalbum)
Heavenly är det tredje albumet av L'Arc-en-Ciel. Det gavs ut 1 september 1995 på
 Ki/oon Sony Records.

## Låtlista
| Nr | Titel                                                  | Musik *       |
| -- | ------------------------------------------------------ | ------------- |
| 1  | Still I'm with You                                     | Ken           |
| 2  | Vivid Colors                                           | Ken           |
| 3  | And She Said                                           | Hyde          |
| 4  | Garasu Dama (ガラス玉 Gräs Pryder med Pärlor?)         | Ken           |
| 5  | Secret Signs                                           | Ken           |
| 6  | C'est la Vie (Det är Livet)                            | Tetsu         |
| 7  | Natsu no Yuutsu (夏の憂鬱 Fördjupning av Sommaren?)    | Ken           |
| 8  | Cureless                                               | Tetsu         |
| 9  | Shizuka no Umi de (静かの海で I Havet av Stillnessen?) | L'Arc-en-Ciel |
| 10 | The Rain Leaves a Scar                                 | Ken           |

* Alla text vid Hyde.